# Llopet de riu
El llopet de riu (Cobitis paludica) és una espècie de peix de la família dels cobítids i de l'ordre dels cipriniformes.

## Morfologia
- Els mascles poden assolir 9 cm de llargària total i les femelles 9,9.[3][4]

## Alimentació
Menja invertebrats i plantes.

## Reproducció
És ovípar, fresa entre maig i juliol, els ous són petits (1,7 mm) i enganxosos, i els pon entre la vegetació densa si en té l'ocasió.

## Hàbitat
Viu en zones de clima temperat.

## Distribució geogràfica
Es troba a la península Ibèrica: rius Millars, Túria, Xúquer i Bullent.

## Estat de conservació
Es troba amenaçat d'extinció a causa de la contaminació, la destrucció del seu hàbitat natural i la introducció d'espècies invasives.